# BCPL
BCPL er et rekursivt og imperativt programmeringssprog.
Populært sagt ligner BCPL programmeringssproget Pascal, men kun indeholdende to slags typer: word og rækker af word.
BCPL blev udviklet af Martin Richards ved MIT, og blev forløber til
programmeringssproget C.